# Dianthus denaicus
Dianthus denaicus är en nejlikväxtart som beskrevs av Mostafa Assadi. Dianthus denaicus ingår i släktet nejlikor, och familjen nejlikväxter. Inga underarter finns listade i Catalogue of Life.